# 阮葵生
阮葵生（1727年—1789年），字寶成，號吾山，江蘇山陽縣（今淮安）人。

## 生平
阮學浩之子，生於清世宗雍正五年（1727年），天资早慧，乾隆十七年（1752年）中舉，乾隆二十六年（1761年）恩科，不中，另以「明通榜」入选中书，以内阁中书入值军机处，乾隆三十八年(1773年)，入馆编纂《西域图志》、《西域同文志》，官至刑部侍郎，久居京師，交遊多天下名士，“耿直不面谀人，人有过而面斥，退而相忘”，“熟精法律，屡决大狱”，为“刑名总汇熟谙之员”，办案主张“成见不设，定见不移，不恃聪察以矜明柱，不务宽纵以博虚誉”。乾隆帝二次在西苑召见他：“汝父儒臣，能文章，汝复长于政事，当益勉之！”因祀祭天坛坠马受伤，乾隆帝闻之，特谕“此后乘轿勿骑马”。乾隆五十四年（1789年）中風卒。

## 著作
著作有《茶餘客話》30卷、《七錄齋詩集》、《秋谳志略》。有子阮钟瓂、阮钟瑗。